# Ozineus annulicornis
Ozineus annulicornis là một loài bọ cánh cứng trong họ Cerambycidae.